# Condado de Clarke (Iowa)
El condado de Clarke (en inglés: Clarke County, Iowa), fundado en 1846, es uno de los 99 condados del estado estadounidense de Iowa. En el año 2000 tenía una población de 9133 habitantes con una densidad poblacional de 8 personas por km². La sede del condado es Osceola.

## Geografía
Según la Oficina del Censo, el condado tiene un área total de 1118 km² (431,7 mi²), de la cual 1117 km² (431,3 mi²) es tierra y 1 km² (0,4 mi²) es agua.

### Condados adyacentes
- Condado de Madison noroeste
- Condado de Warren noreste
- Condado de Lucas este
- Condado de Decatur sur
- Condado de Union oeste

## Demografía
En el 2000 la renta per cápita promedia del condado era de $34 474, y el ingreso promedio para una familia era de $42 170. El ingreso per cápita para el condado era de $16 409. En 2000 los hombres tenían un ingreso per cápita de $29 648 contra $20 522 para las mujeres. Alrededor del 8.50% de la población estaba bajo el umbral de pobreza nacional.
| 1900   | 1910   | 1920   | 1930   | 1940   | 1950 | 1960 | 1970 | 1980 | 1990 | 2000 |
| ------ | ------ | ------ | ------ | ------ | ---- | ---- | ---- | ---- | ---- | ---- |
| 12 440 | 10 736 | 10 506 | 10 384 | 10 233 | 9369 | 8222 | 7581 | 8612 | 8287 | 9133 |

## Lugares

### Ciudades
- Murray
- Osceola
- Weldon
- Woodburn

### Principales carreteras
- Interestatal 35
- U.S. Highway 34
- U.S. Highway 69
- Carretera de Iowa 152